# Luiz Henrique (calciatore 1999)
Luiz Henrique, pseudonimo di Luiz Henrique Araujo Silva (Rio de Janeiro, 18 marzo 1999), è un calciatore brasiliano, centrocampista del Criciúma.

## Caratteristiche tecniche
È un centrocampista offensivo.

## Carriera
Cresciuto nel settore giovanile del Flamengo, debutta in prima squadra il 18 gennaio 2020 giocando l'incontro del Campionato Carioca pareggiato 0-0 contro il Macaé; il 21 febbraio seguente viene ceduto a titolo definitivo al Fortaleza.

## Statistiche
Statistiche aggiornate al 10 febbraio 2021.

### Presenze e reti nei club
| Stagione        | Squadra         | Campionato      | Campionato | Campionato | Coppe nazionali | Coppe nazionali | Coppe nazionali | Coppe continentali | Coppe continentali | Coppe continentali | Altre coppe | Altre coppe | Altre coppe | Totale | Totale | Totale |
| Stagione        | Squadra         | Comp            | Pres       | Reti       | Comp            | Pres            | Reti            | Comp               | Pres               | Reti               | Comp        | Pres        | Reti        | Pres   | Reti   |        |
| --------------- | --------------- | --------------- | ---------- | ---------- | --------------- | --------------- | --------------- | ------------------ | ------------------ | ------------------ | ----------- | ----------- | ----------- | ------ | ------ | ------ |
| 2020            | Flamengo        | A/RJ+A          | 2+0        | 0          | CB              | 1               | 0               |                    | -                  | -                  |             | -           | -           | 2      | 0      |        |
| 2020            | Fortaleza       | PD/CE+A         | 2+5        | 0          | CB              | 0               | 0               |                    | -                  | -                  |             | -           | -           | 7      | 0      |        |
| Totale carriera | Totale carriera | Totale carriera | 9          | 0          |                 | 0               | 0               |                    | -                  | -                  |             | -           | -           | 9      | 0      |        |

## Palmarès

### Club

#### Competizioni statali
- Campionato Carioca: 1

Flamengo: 2020
- Campionato Cearense: 1

Fortaleza: 2020